# Coreth (Adelsgeschlecht)

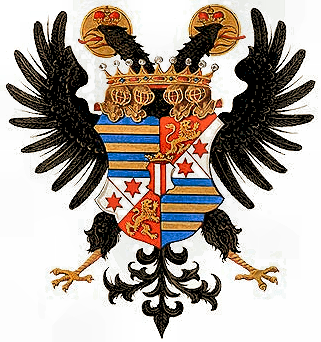
Wappen der Reichsgrafen Coreth zu Coredo und Starkenberg 1766 und 1772

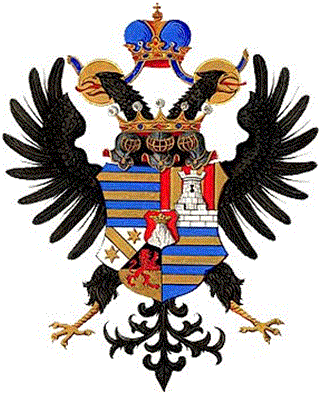
Wappen der Reichsfrei- und Edelherren von Coreth zu Coredo und Rumo 1745

Die Reichsgrafen von Coreth zu Coredo, Freiherren zu Starkenberg und Reichsfrei- und Edelherren von Coreth zu Coredo und Rumo sind ein im 12. Jahrhundert aus Italien nach Tirol gekommenes Adelsgeschlecht. Sie waren u. a. persönliche Berater und Erzieher verschiedener Habsburger Kaiser bzw. Erzherzöge. Die reichsgräfliche Linie trat auch die titulare Nachfolge der 1452 erloschenen Herren von Starkenberg, einem alten Tiroler Ministerialengeschlecht, an. Die freiherrliche Linie stammt vom selben Schloss in Coredo (Castel Coredo) ab, wie jene der Reichsgrafen. Die freiherrliche Linie baute das heruntergekommene Stammschloss in Coredo, das im Jahr 1611 abgebrannt war, wieder vollständig auf und verkaufte es um 1790 an die gräfliche Linie.

## Geschichte

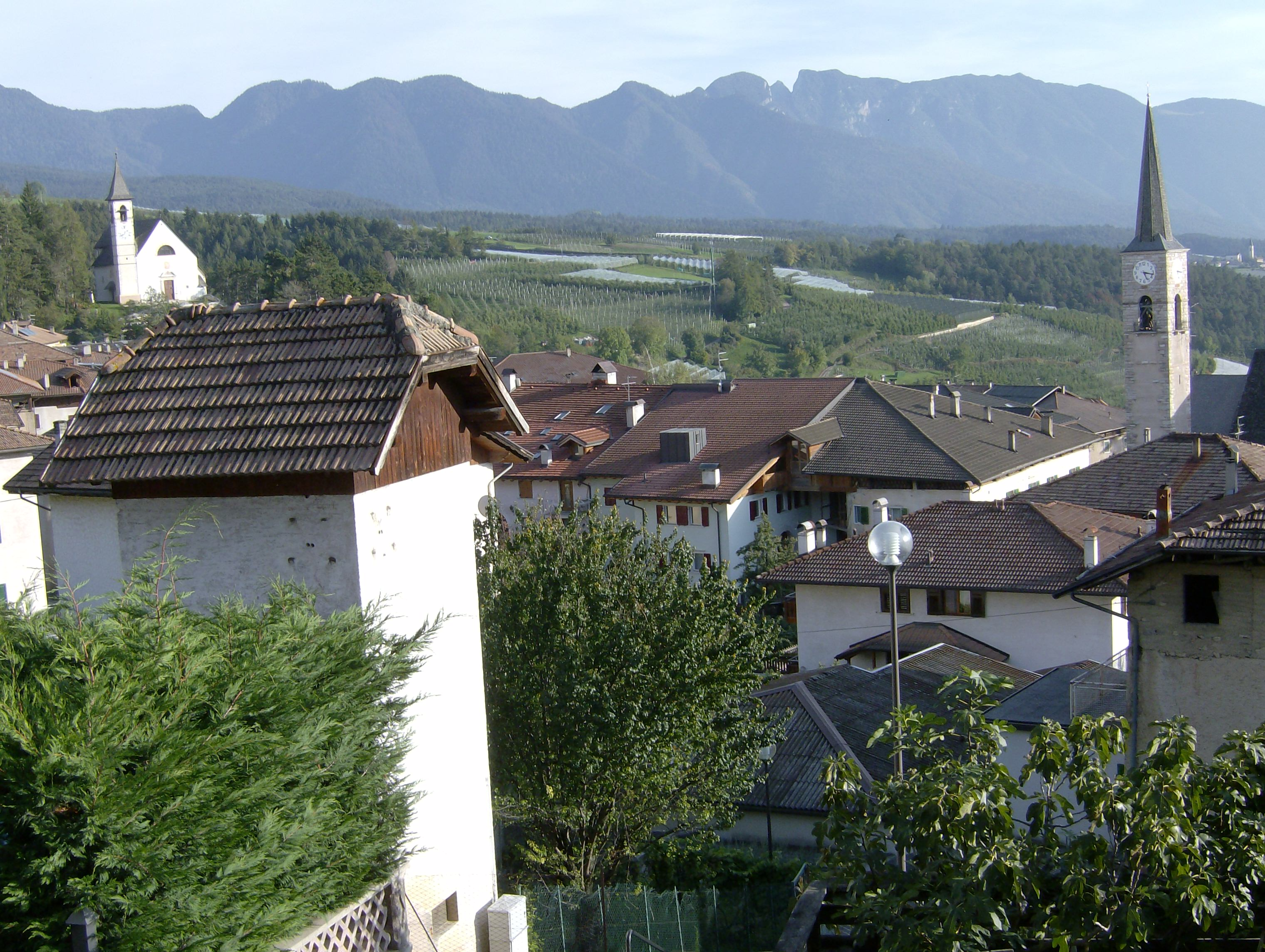
Coredo heute

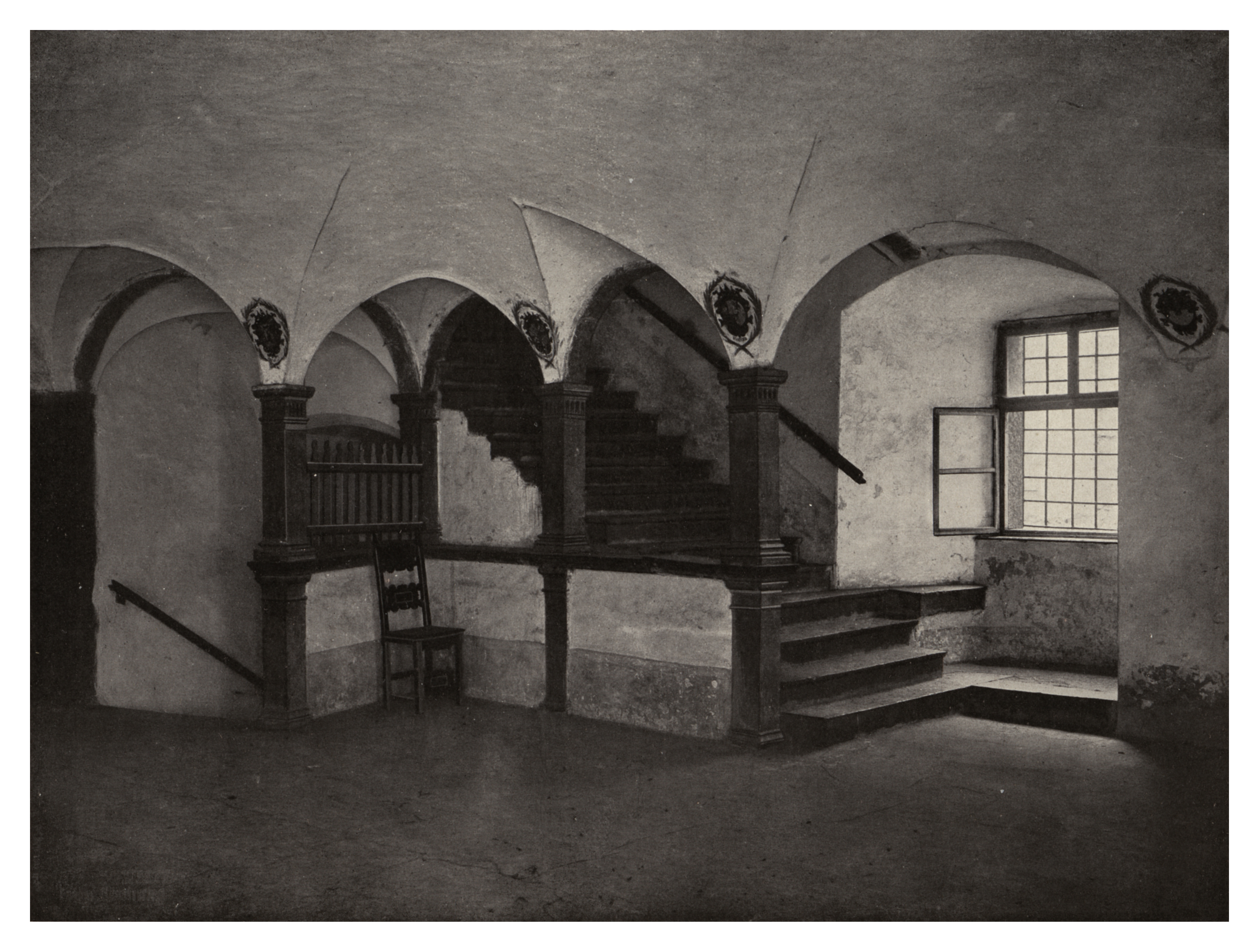
Innenansicht von Castel Valer 1912

Das Geschlecht ist benannt nach dem ursprünglichen Stammschloss Coredo, oder nach gemeiner Mundart Coreth auf dem Nonsberg in Tirol, das Zecho von Coredo 1150 erbauen ließ. Dasselbe war schon im Jahr 1185 so angesehen, dass zwei Abkömmlinge desselben, Oluradin und Bertold, in der Lehensinvestitur, die vom Fürstbischof zu Trient Albert I. im Jahr 1185 den Grafen Ulrich und Arnold von Eppan über die Schlösser Valvenstein und Arsio erteilt worden war, als Zeugen vorkommen. Odoricus (Odorich, Ulrich) von Coredo wurde von Meinhard II. von Tirol und Herzog von Kärnten, im Jahr 1295 zum Statthalter von Trient ernannt. In einem im kaiserlichen Archiv zu Innsbruck aufbewahrten Akt vom Jahr 1308 wird derselbe bezeichnet als nobilis et potens miles Dominus Odoricus, filius quondam Domini Friederici de Coredo. Und so wird auch er, nach einer im fürstlichen Trientischen Archiv befindlichen Urkunde vom Jahr 1314 über die Zurückgabe des Fleimstals an das Hochstift Trient, mit mehreren der ältesten und vornehmsten Geschlechter Tirols als einer der ersten Zeugen bei dieser Handlung angeführt. Er kommt auch in der ersten im Jahre 1300 über die Tiroler Familien aufgenommenen Matrikel vor. Derselbe Ulrich (Odoricus) von Coredo war von 1284 bis 1326 eine der hervorragendsten Persönlichkeiten am Hofe des Grafen und Herzogs Meinhard II. und seiner Söhne und erscheint nahezu auf allen wichtigen Urkunden. Er besaß auch die Burgen Flavon, Kronmetz und Valer und ist (1296) der erste bekannte Burggraf von Tirol, welches Amt er mehrmals bekleidet; 1295 erscheint er als Hauptmann von Trient. 1300 als Hauptmann von Trient und des Nons- und Sulztales, und 1312 wird er unter jenen Procuratoren genannt, welchen die Regentschaft in Tirol übertragen wird.
Friedrich von Coredo, ein Sohn Odorichs, unterschrieb 1308 in Briefen als Ritter und desgleichen in einer Urkunde vom Jahr 1345, die ebenfalls in dem oben erwähnten Innsbrucker Archiv vorlag, nobilis miles Dominus Federicus de Coredo filius quondam nobilis et potentis militis Odorici de Coredo genannt. Bragherius von Coredo aus dem Zweig Coredo-Valer war der Erbauer des zwischen Taio und Coredo im Nonstal gelegenen und erstmals 1275 urkundlich erwähnten Schlosses Bragher.
Gumpolino, ein Nachkomme von Bragherius, hatte nebst anderen Kindern einen Sohn Mugone und eine Tochter Faidia, welche am 21. April 1286 im Schlosse Bragher mit Heinrich einem Sohn des Simon von Thunn-Belvesio (Frau Tono Rospazio) vermählt wurde. Als aber Mugone mit Hinterlassung von vier unmündigen Kindern (Nicolo, Bertolo, Ella und Giuliana) verstorben war, verkaufte ein gewisser Bertoldo (Rechtsanwalt in Tres) als Vormund und Sachwalter der Minderjährigen, alle ihre Rechte, Eigenthum und Besitz auf dem Burgberge und Schlosse Bragher am 21. Juni 1321 an Simon von Thunn-Belvesino. Im folgenden Jahre (1. August 1322) verkaufte auch Hermann, Sohn des Bragherius, welcher keine Nachkommen hinterließ, all seinen Besitz am Schlosse Bragher an Simon von Thunn-Belvesino. So kam die gesamte Herrschaft Bragher in den Besitz der Herren von Thunn, welche ihn seitdem ununterbrochen innehaben und Schloss Bragher bewohnen.
Im 15. Jahrhundert war dieses Haus dem Erlöschen nahe, denn Peter von Coredo (* 1370) von der Linie des Schloss Bragher, der zur Gemahlin die Erbtochter Catharina de Corredo der also im Mannesstamm erloschenen Linie vom Schloss Coreth (Coredo-Valer) hatte, war allein übrig, und zeugte nur einen einzigen Sohn, Anton von Coredo-Bragher (* 1420; † 1471). Letzterer war fürstbischöflicher Massar und wurde nach Aussterben des Stammes Coredo-Valer auf Lebenszeit mit der Burg Coredo belehnt (1424), an der die Familie schon früher Lehensanteile hatte. Derselbe Anton sorgte auch für das Weiterblühen des freiherrlichen und gräflichen Stammes, da ihm seine Gemahlin Petronelle von Ortenburg vier Söhne (Niklaus, Peter, Michael und Tomeo) gebar. Niklaus wird der Stammvater der freiherrlichen und Peter der gräflichen Linie, für welche sich das Geschlecht in der Folge im 18. Jahrhundert teilt.
Michael von Coredo hat im 15. Jahrhundert im Nonsberge eine hervorragende Rolle gespielt. Als getreuer Anhänger Herzog Friedrich IV. (Tirol) wurde er 1419 von Peter von Spaur befehdet, musste flüchten, sein Schloss in Coredo wurde ihm abgenommen, jedoch nach dem Spruche von 1420 wieder zurückgestellt. Später war er ein treuer Diener der Bischöfe und wegen seiner getreuen Dienste als Familiaris Episcopi ausgezeichnet und mit neuen Lehen bedacht worden.
Im Jahre 1525 ging der Sturm erneut los, doch gelang es Coredo zu halten. Es erhielt 25 Knechte als Besatzung. Er war nun stets der Wohnsitz der bischöflichen Hauptleute: 1540 des Ulrich von Spaur, 1554 des Friedrich von Heydorf, dann bis 1663 der Herren von Arz, dann des Grafen Nicolaus von Lodron.
Im Jahre 1611 brach in Coredo einen Flächenbrand aus, der das Schloss Coredo (welches zwischenzeitlich auch den Namen Schloss Vigilienburg trug) und die dazugehörige Kirche verbrannte. Die Ruine wurde dem Verfall preisgegeben und das wenige, was übrig blieb, wurde geplündert.
Die rittermäßige Reichsadelstandsbestätigung und Wappenbesserung (mit dem der Starkenberger) als de Coret erfolgte zu Augsburg am 5. September 1555 für Anton de Coredo, seine Bruderssöhne und weitere, sodann eine weitere rittermäßige Reichsadelstandsbestätigung und Wappenbesserung zu Wien, am 25. Mai 1564, aufgrund des Todes Kaiser Ferdinand I. erst vollzogen ebenda, am 12. Dezember 1567.
Der herausragendste unter Antons Söhnen war Nikolaus von Coreth (* 1538; † 1591), Edler Herr und Ritter, Berater von Karl Erzherzog von Österreich (palatinat ad personam), Erzieher der Söhne Kaiser Maximilians II. und als Nicoló III. Bischof zu Triest.
Johann Baptist von Coreth (* 1549; † 22. Juni 1616), Ritter und Edler Herr, Domherr in Brixen und Trient, Berater des Bischofs, hat in seinem Testamente verordnet, dass das „verfallene Schloss Coredo auf Nons“ wiederum erkauft, erbaut und zu einem Trientiner Lehen gemacht werden solle. Bevor er Domherr zu Brixen und Trient wurde, war er vermählt mit Juliana Di Grotta de Grumes (bischöflicher Adel), welche eine Großnichte des Kanonikus Paulus Grotta war. Sie war durch Schönheit, Geist und Tugend ausgezeichnet und verstarb jedoch als letztes Opfer der Pest im Jahr 1575. Der beiden Grabstein mit den Wappen befindet sich im Dome zu Trient. Einer seiner Söhne war Niklaus von Coreth († 1646), welcher mit Regina Anna von Spaur, Pflaum und Valör (* 1538) vermählt war. Sein Sohn Ludwig Gaudenz, Reichsritter und Edler Herr (* 1629; † 1715) war vermählt mit der Gräfin Barbara Maria von Arz († August 1738). Sein Sohn Kaspar bildete die erloschene Linie von Cembra.
Maximilian Ernst (* 1622; † August 1680 in Linz) leistete als geheimer Referendar der Ober- und Vorderösterreichischen Lande in Wien wichtige Dienste und schlug die ihm wegen seiner ausgezeichneten Kenntnisse sowohl von Seiten des Kurfürsten von Bayern, als auch vom Herzog von Savoyen angetragene, ansehnliche Ehrenstellen aus. Sein Sohn war der spätere Regierungskanzler zu Innsbruck, Johann Engelhard, erster Freiherr von Coreth. Für diesen Maximilian Ernst und seine Brüder Maximilian und Johann Baptist sowie ihre Verwandten Johann Franz, Ludwig, Gaudenz, Friedrich, Johann Gaudenz und Johann Caspar erfolgte der rittermässige Reichsadel am 5. September 1655 und die Ritterstandsbestätigung mit „Ritter und Edler Herr von Coreth“ und Wappenbesserung zu Wien am 17. September 1675.
Der Freiherrenstand mit „Wohlgeboren“ und Wappenbesserung, kam von Kaiser Leopold I. mit Diplom vom 15. März 1698 zu Wien und dem Prädikat Reichsfrei- und Panierherren von Coreth, Herrn zu Starkenberg, Coredo und Kolbenthurm für Johann Franz Edler Herr von Coreth, k.k. Geheimer Rat und Kammerpräsident in die Familie, später, am 3. Oktober 1729 die Freiherrnstandsbestätigung am 3. Oktober 1729 für Maximilian Ernst, Freiherrn von Coreth.
Der (erbländ.-österr.) alte Reichsfreiherren- und Panierherrenstand mit „Wohlgeboren“ u. Wappenbesserung und dem privileg de non usu kam am 28. April 1745 (Kath – Vorarlberg, Tirol) für Johann Joseph (* 1699; † 1782) Edle Herren und Landmänner in Tirol von Coreth zu Coredo und Rumo in die Familie und wurde in die Tiroler Adelsmatrikel bei der Freiherrenklasse eingetragen. Beschreibung des Wappens und geschichtliche Notiz im Jahrgang 1863, S. 120. Derselbe Johann Joseph wurde im Jahr 1760 zum Grafen von Starkenberg erhoben. Die Burg Alt- und Neustarkenberg in Tarrenz im Bezirk Imst von Tirol wurde 1698 an die Herren von Coreth und späteren Grafen Coreth verkauft, welche das alte Starkenberger Wappen dem ihren schon im 16. Jahrhundert angefügt hatten.
Jetzt teilte sich dieses Geschlecht in die gräflichen und freiherrlichen Linien.
Die freiherrliche Linie von Coreth zu Coredo und Rumo war es, welche das heruntergekommene Schloss Coredo von Graf Johann Michael von Spaur (* 7. Juli 1638; † 27. April 1725), durch Siegmund Niklaus Freiherr von Coreth zu Coredo und Rumo, Oberösterreichischer Regierungsrat (um 1735) am 19. Mai 1717 als Belohnung nach dem Willen von Johann Baptist von Coreth erbat („castrum Coredi cum stabulo apud ecd. S. Silvestri“). Aus diesem Grund beinhaltet das Wappen der freiherrlichen Linie von Coreth zu Coredo und Rumo auf dem Hauptschild das Schloss Coredo. Sigismund begann sofort mit den Restaurierungsarbeiten und schloss diese im Jahre 1726 ab. Dies wird durch die Inschrift über dem Portal bestätigt: Familiae Coreda Coredi Sigismundus Nicolaus de Castro de Castro Coredo Coredi SRI eques sc et C.M. Consiliarius Excelsi des Regierens Austriae superioris 1726. Die Restaurierung von 1726 endete mit dem feudalen Aussehen des ehemaligen Schlosses und verwandelte das Anwesen in ein modernes zweistöckiges Gebäude mit einem friedlichen bürgerlichen Charakter, welches hauptsächlich als Sommerresidenz der Barone von Coreth zu Coredo und Rumo benutzt wurde. Der letzte Rest des ehemaligen Schlosses war ein Turm, welcher aber im selben Jahrhundert abgerissen wurde.
Von dieser freiherrlichen Linie sind Johann Joseph, Reichfreiherr und Edler Herr von Coreth zu Coredo und Rumo, gewesener k.k. Oberösterreichischer Hofkammerrath und Stadthauptmann zu Trient und dessen Bruder Leopold Joseph, der mit der Reichsfreiherrin, Marie Ludowika Freiherrin von Servi vermählt war und als kurpfälzischer Regierungspräsident zu Neuburg starb. Der Sohn von Johann Joseph, Siegmund Balthasar, Freiherr von Coreth (* 21. September 1728 in Witten; † 3. März 1769) war mit Barbara Freiherrin von Buffa zu Lilienberg verheiratet. Siegmund Balthasar's Nachkommen waren Alois Claudius Freiherr von Coreth zu Coredo und Rumo (* 1765 in Lawis; † 16. Mai 1822 in Innsbruck), Stadtkommandant in Innsbruck und k.k. Major, welcher das Stammschloss um 1790 an die gräfliche Linie (Johann Baptist Franz Graf von Coreth) verkaufte. Alois Claudius hatte zwei Söhne. Ersterer war Siegmund, Freiherr von Coreth zu Coredo und Rumo (* 22. Mai 1810 in Pilsen; † 15. Oktober 1847 in Innsbruck), welcher als Hauptmann zusammen mit den Freiherren Karl und Anton Bourguignon von Baumberg (* 8. Oktober 1810 in Pilsen; † 5. Juni 1848 in Bassano) in Chrudim stationiert war und an verschiedenen Schlachten teilnahm. Anton Bourguignon von Baumberg (* 8. Juni 1808 Hermanmestec, Tschechische Rep.; † 28. Mai. 1879 Pula, Kroatien) war Admiral als 1. Offizier der österreichisch-ungarischen Kriegsmarine.
Der zweite Sohn von Alois Claudius war Alois Romedius Johann, hochwohlgeborener Herr, alter Frei- und Panierherr von Coreth zu Coredo und Rumo (* 17. Dezember 1806 in Chrudim, Böhmen; † 12. März 1881 in Innsbruck) war Gutsbesitzer, Stadtkommandant in Innsbruck, erbländ. österr. Major des Kaiser-Jäger-Regimentes, Besitzer des Militär-Verdienstkreuzes und der Kriegs-Medaille, Herr und Landmann in Tirol. Letzterer pflanzte das Geschlecht der heutigen Reichsfrei- und Edelherren und Landmänner in Tirol von Coreth zu Coredo und Rumo fort. Er hatte eine Tochter Clementine Anna Ernestine von Coreth zu Coredo und Rumo und zwei Söhne. Seine beiden Söhne Hugo und Alois Fidelius sowie deren Nachkommen ließen sich in Innsbruck (Inzing) bzw. im Vorarlberg (Feldkirch) und dem schweizerischen Rheintal (Heerbrugg, St. Margrethen, Rorschach und St. Gallen) sowie in Zürich (Nänikon-Greifensee) nieder. Die Linie des Hugo von Coreth zu Coredo und Rumo (* 12. Juni 1849; † 16. Juni 1921), vermählt mit Leopoldine Pölt (* 15 Sep 1855 in Telfs; † 28. Juni 1938 in Mühlau), lebt heute vornehmlich in Österreich, von welchem ein Zweig dieser Nachkommen ein Floristengeschäft in Inzing betreibt. Viele Abkömmlinge der Linie des Alois Fidelius von Coreth zu Coredo und Rumo, Herr auf Lingenau (* 28. März 1857 in Feldkirch; † 20. Juni 1929), vermählt mit Wilhelmine Gorbach (* 1. April 1862; † 7. Juli 1938 in Innsbruck) sind während des Ersten Weltkrieges verstorben. Seine im Vorarlberg bzw. in der Schweiz ansässige Nachkommenschaft um Freiherr Alfred von Coreth zu Coredo und Rumo sowie Freiherrin Anna von Coreth zu Coredo und Rumo, welche sich mit Severin Traugott von Baumberger (von Baumberger und Coreth) am 28. Juni 1917 in Rorschach vermählte und deren Nachfahren um Eugen und Ralf Baumberger hat sich in Heerbrugg bzw. Nänikon-Greifensee und Alfred von Coreth zu Coredo und Rumo in St. Gallen niedergelassen haben.
Alois Romedius Johann von Coreth zu Coredo und Rumo's Tochter Clementine Anna Ernestine von Coreth zu Coredo und Rumo (* 7. Oktober 1846 in Innsbruck) war vermählt mit Freiherr Maximilian von Pelkhoven und Hohenbuchbach († 14. Januar 1903 in Teising, Bayern) und zeugte eine Tochter Elisabeth von Pelkhoven (* 11. Mai 1877 in München; † 14. Mai 1960 in Rottach am Tegernsee), Letztere war verheiratet mit Alfred Hans Carl Christoph von Hornstein, Freiherr von Hornstein-Bietingen (* 14. Juni 1866 in Bollsteg; † 19. Juni 1932 in Teising) und daraus entstand eine Tochter Maria Sidonia von Hornstein, Freiherrin von Hornstein und Bietingen (* 1908).
Von der gräflichen Linie wurden die Frei- und Edelherren Franz Anton, oberösterreichischer Hofkammerrat und Johann Baptist Urban, kaiserlicher wirklicher Kämmerer und oberösterreichischer Regimentsrat, 1766 in den Reichs- und am 26. April 1772 in den erbländischen Grafenstand mit „Hoch- und Wohlgeboren“ unter dem Namen Grafen von Coreth zu Coredo, Freiherrn zu Starkenberg erhoben.
Graf Franz Anton (1712–1775) pflanzte das Geschlecht fort. Aus der 1738 geschlossenen Ehe mit Maria Anna Freiin von Blümegen († 1800) stammte Graf Joseph (1744–1793), Oberhofmarschall, vermählt 1769 mit Maria Leopoldine Gräfin von Brandis. Deren Sohn, Graf Franz Joseph (* 1770 in Innsbruck; † 2. Dezember 1805 in Austerlitz), Kämmerer und Rittmeister in der 1. Arcièren-Leibgarde, der später in der Schlacht bei Austerlitz fiel, wurde das Oberhaupt der Familie. Ernst Ignaz Franz (* 2. Dezember 1803; † 18. Juli 1881 in Neu-Braunfels, Texas), dessen Sohn aus der Ehe (23. Januar 1803) mit Antonie Freiin von Dillon zu Skréen und Brondston (Proudstone) (* 24. August 1769 in Raczkeve; † 21. April 1835 in Graz) hatte drei Söhne: Carl (* 10. Januar 1837), Rudolph (* 7. Mai 1838) und Johann (* 26. November 1844).
Der Bruder des Franz Joseph, Graf Johann Baptist Franz (* 5. Juli 1773 in Innsbruck; † 10. Dezember 1854 in Salurn) war Gutsbesitzer und Landstand in Tirol und mit Caroline Gräfin Arz von Wasegg (* 14. November 1789 in Arsio; † 14. Dezember 1850 in Salurn) vermählt (18. April 1809). Dieser Ehe entsprossen zwei Söhne. Einer der Söhne war Joseph August (* 18. Juni 1810 auf Schloss Coredo; † 16. März 1892 in Trient), k.k. Ratssprotokollist beim Gefällsgericht in Trient, vermählt mit Emilia (* 20. August 1827 in Trient; † 28. Februar 1919 in Innsbruck), Tochter des Albert Graf Alberti von Poja, und des früh verstorbenen Heinrich Joseph (* 26. Juni 1820), k.k. Oberleutnant. Graf Johann Baptist Franz kaufte das Stammschloss in Coredo um 1790 von Alois Claudius Freiherr von Coreth zu Coredo und Rumo (freiherrlichen Linie). Nach dessen Tod ging das Schloss in den Besitz der Familie seines Bruders Graf Franz Joseph Anton über.
Der Halbbruder des Grafen Ernst Franz war Rudolph (31. Juli 1807 in Marein; † 25. Mai 1860 in Graz), Sohn des k.k. Kämmerers Caspar (* 4. April 1779 in Innsbruck; † 5. Januar 1832 in Wien) und der Witwe des 1805 gefallenen Vaterbruders Franz, der Antonia Johanna Freiin von Dillon zu Skreen und Brondston, der in zweiter Ehe am 16. Februar 1836 Caroline (* 13. Oktober 1810 in Graz; † 5. Februar 1903 ebenda), Tochter des Siegmund Grafen von Wagensperg ehelichte. Die beiden waren die Eltern des k.k. Generalmajors Carl Theodor (* 1837; † 1894). Ein Sohn von Rudolph hieß Moritz, Graf von Coreth zu Coredo (* 26. Juli 1840 in Graz; † 8. Oktober 1840 in Welsberg), welcher mit Maria Emma Gräfin zu Stolberg-Stolberg (* 11. November 1849 in Hannover; † 14. November 1937 in Hochscharten) verheiratet war. Einer ihrer Söhne, Botho Theobald Rudolf se. Graf Coreth zu Coredo (* 20. Oktober 1871 auf Schloss Welsberg; † 25. Januar 1942 in Hochscharten) war ein österreichischer Unternehmer und Politiker.
Einer der Nachkommen des Grafen Rudolph der gräflichen Linie war auch Graf Karl Theodor von Coreth zu Coredo und Starkenberg (* 1837; † 1894), welcher mit Anna Teofilovna Pankratieva (* 1849; † 1912) vermählt war. Ihre Kinder waren Maria Theresia, Ferdinand, Ottilie, Max sowie Graf Emmerich von Coreth zu Coredo und Starkenberg (* 1881; † 1947), Präsident des Verwaltungsgerichtshofes, welcher mit der Gräfin Magdalena Matz von Spiegelfeld (* 1888 † 1973) verheiratet war. Er war Präsident des Österreichischen Verwaltungsgerichtshofs und einer der beiden Schöpfer des als bahnbrechend bezeichneten Verwaltungsverfahrensgesetzes, das sich in der Praxis sosehr bewährte, dass auch andere Staaten, z. B. Jugoslawien, es übernommen haben. Die Nachkommen von Graf Emmerich waren Anna Coreth (* 1915; † 3. Juni 2008), Maria Magdalena Coreth (* 1918) sowie Emerich Coreth (* 10. August 1919 in Raabs an der Thaya; † 1. September 2006 in Innsbruck) war ein österreichischer katholischer Theologe und Philosoph. Emerich Coreth wurde dem Neuthomismus zugerechnet, da er wegen seines Denkens, das im 20. Jahrhundert in Auseinandersetzung mit Immanuel Kant und neueren Philosophen Metaphysik begründete. Bekannt wurde er vor allem durch seine philosophiegeschichtlichen Werke, die sich mit der Philosophie des 17. bis 20. Jahrhunderts, zumeist um objektive Darstellung bemüht, auseinandersetzen. Er wurde 1937 Jesuit und studierte Philosophie und Theologie in Pullach und Innsbruck, wo er 1948 zum Dr. theol. promovierte. An der Gregoriana wurde er 1950 zum Dr. phil. promoviert. Ab 1950 lehrte er an der Theologischen Fakultät der Universität Innsbruck, von 1955 bis zu seiner Emeritierung 1989 als Ordinarius für Christliche Philosophie. Von 1961 bis 1967 war Graf Coreth Rektor des Jesuitenkollegs in Innsbruck, von 1969 bis 1971 Rektor der Universität und von 1972 bis 1977 Provinzial der Österreichischen Ordensprovinz der Jesuiten. 1972 kam er mit dem Senioren-Convent zu Innsbruck zum Kongress der Kösener Corps in Würzburg. Für sein Wirken auch über die Universität hinaus wurden ihm verschiedene Ehrungen zuteil, z. B. der Kardinal-Innitzer-Preis (1988).
Die Besitztümer der Freiherren und Grafen von Coreth zu Coredo und Rumo/Starkenberg waren unter anderem die Schlösser und Burgen Alt- und Neustarkenberg, Coredo, Bragher, Cronmetz, Flavon, Malgolo, Valer, Hochscharten, Casez, Casa Marta in Coredo, Tramin, Kolbenthurm in Tirol, die Mühlen am Romedio-Bache, die Mittelweiherburg im Vorarlberg, die Schneeburg in Hall, den Ottakringer Freihof, die Corethkapelle und der Corethhof in Hall sowie der Gasthof Koreth in Innsbruck. Sie besaß auch das Böhmische Inkolat und den inkorporierten Ländern im Grafenstand, ausgestellt in Wien am 29. August 1780, für Joseph Grafen von Coreth, k.k. Kämmerer.

## Wappen

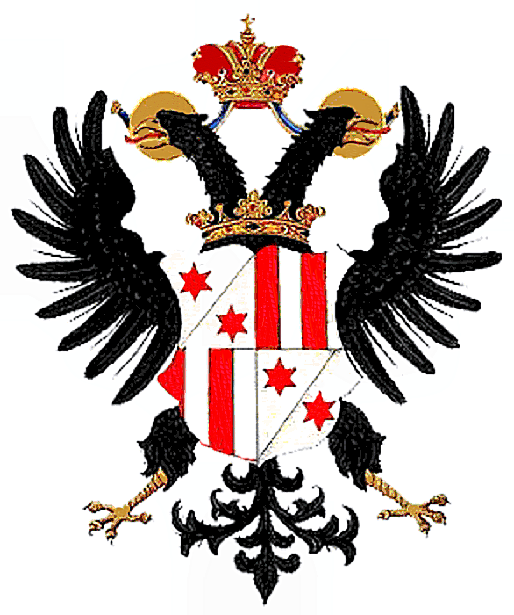
Wappen der Reichsritter von Coreth 1564 und 1567

Das Stammwappen der Coreth ist in Blau drei goldene Balken.
Das Wappen von 1766 zeigt dann:
Quadrierter Schild mit Mittelschild. Der gekrönte Mittelschild ist von Rot und Silber viermal der Länge nach geteilt. 1 und 4 in Blau drei goldene Querbalken. 2 schräglinks geteilt; rechts in Rot ein linksgekehrter goldener Löwe, die linke silberne Hälfte ist schrägrechts geteilt und in jeder derselben steht ein achteckiger roter Stern. 3 wie Feld 2, nur stehen die Sterne in der rechten, der Löwe in der linken Hälfte. Auf dem Hauptschilde stehen vier Helme, welche eine Grafenkrone tragen, und das ganze Wappen ruht auf der Brust eines schwarzen Adlers mit zwei gekrönten Köpfen, welche mit goldenen Zirkeln umgeben sind.
Siebmacher nennt geviert, 1,4 das Stammwappen, 2,3 schräggeteilt, oben (bei 3 unten) in Rot ein goldener Löwe, unten (bei 3 oben) von Rot und Schwarz schräggeteilt 2 Sterne in verwechselten Farben. Der Herzschild ist von Rot und Silber dreimal gespalten. (Alt-Starkenberg). Von letzterem gibt es auch die ursprüngliche Form in rot-gold.

## Persönlichkeiten
- Johann Baptist von Coreth (* 1549; † 22. Juni 1616), Ritter und Edler Herr, Domherr in Brixen und Trient, Berater des Bischofs, kaufte das verfallene Schloss in Coredo zurück. Er war vermählt mit Juliana Di Grotta de Grumes (bischöflicher Adel), eine Großnichte des Kanonikus Paulus Grotta. Sie war durch Schönheit, Geist und Tugend ausgezeichnet und verstarb jedoch als letztes Opfer der Pest im Jahr 1575.
- Nikolaus von Coreth († 1591) war Berater Erzherzogs Carl von Österreich, Erzieher der fünf Erzherzöge, der Söhne Kaiser Maximilians II und von 1575 bis 1591 als Nicoló III. Bischof zu Triest. Er ließ einen Teil der bischöflichen Residenz in Triest, wie die dort vorhandene Inschrift bezeugt, erbauen.[2]
- Johann Franz Reichsfrei- und Panierherren von Coreth, Herrn zu Starkenberg, Coredo und Kolbenthurn (1640–1718) war Geheimer Rat, von 1686 bis 1695 Salzmaier in Hall, von 1698 bis 1702 k. k. Hofkammerpräsident. Er kaufte 1675 das Palais Coreth in Wien, Burggraben 6.[33]
- Johann Engelhard Freiherr von Coret zu Kolbenthurm und Waldtgrieß (1658–1724) war Geheimer Rat, Regierungskanzler zu Innsbruck, kurpfälzischer geheimer Konferenzminister und Hofkanzler und erhielt den erbländisch-österreichischer Freiherrnstand mit „Wohlgeboren“ sowie einem leicht abgewandelten Familienwappen und privileg den non usu, bereits am 11. September 1715 zu Wien.[2][9]
- Franz Anton Graf von Coreth zu Coredo, Freiherr zu Starkenberg (1712–1775) war k. k. Hofkammerrat.
- Joseph Graf von Coreth zu Coredo, Freiherr zu Starkenberg (* 4. November 1744 in Innsbruck; † 4. Dezember 1783 ebenda) war k. k. Kämmerer und Oberhofmarschall.
- Carl Theodor Graf von Coreth zu Coredo, Freiherr zu Starkenberg (2. Januar 1837 in Wien; † 23. Oktober 1894 in Ginselberg) war ein österreichischer Offizier, am 1. November 1888 (Rang vom 8. November des Jahres) Generalmajor.[34] Zudem war er der Erzieher von Erzherzog Franz Ferdinand Carl von Österreich dem Thronfolger von Österreich-Ungarn aus dem Haus Habsburg-Lothringen.[35] Er war mit Anna Teofilowna Pankratiewa (* 16. Oktober 1849 in Cherson; † 18. März 1912 in Purkersdorf) vermählt.
- Botho Theobald Rudolf se. Graf Coreth zu Coredo (* 20. Oktober 1871 auf Schloss Welsberg; † 25. Januar 1942 1942 in Hochscharten) war ein österreichischer Unternehmer und Politiker. 1897 heiratete er Maria Gräfin zu Aichelburg und erwarb das Schloss Hochscharten bei Waizenkirchen in Oberösterreich. Er war langjähriger Bürgermeister des Ortes und bekleidete im landwirtschaftlichen und wirtschaftlichen Bereich viele Funktionen. Im Ersten Weltkrieg leistete Coreth Frontdienst und war Inhaber zahlreicher Kriegsauszeichnungen. In den dreißiger Jahren war er ein enger Vertrauter Starhembergs und Funktionär der Heimwehr. 1934 wurde er Mitglied des österreichischen Staatsrates und des Bundestages.
- Siegmund Niklaus Freiherr von Coreth zu Coredo und Rumo, Oberösterreichischer Regierungsrat (* 1668; † 17..) und vermählte sich mit Anna Maria Müllerin zu Lebenberg am 16. Juni 1692. Er belehnte das verfallene Stammschloss in Coredo am 19. Mai 1717 innerhalb der Verwandtschaft und baute es wieder vollständig auf. Aus diesem Grund beinhaltet das Wappen der freiherrlichen Linie von Coreth zu Coredo und Rumo auf dem Hauptschild das Schloss Coredo.
- Leopold Joseph von Coreth zu Coredo und Rumo, Reichsfreiherr, kurpfälzischer Regierungspräsident zu Neuburg. Er war vermählt mit der Reichsfreiherrin Marie Ludowika von Servi vermählt.
- Johann Joseph von Coreth zu Coredo und Rumo, Reichsfreiherr und Edler Herr, Graf von Starkenberg, k.k Oberösterreichischer Hofkammerrath, Kommandant und Stadthauptmann von Trient (* 1699; † 1782). Er war vermählt mit der Reichsfreiherrin Eleonora von Sauter et Mennerth.
- Alois Claudius Freiherr von Coreth zu Coredo und Rumo (* 1765 in Lawis; † 16. Mai 1822 in Innsbruck), Stadtkommandant in Innsbruck und k.k. Major. Er war mit Anna Maria von Prechter (* 1775 in Altenburg; † 18. Januar 1842 in Innsbruck) vermählt. Alois Claudius verkaufte das Stammschloss an die gräfliche Linie, welche heute noch Besitzerin des Schlosses ist.
- Alois Romedius Johann, hochwohlgeborener Herr, alter Reichsfrei- und Panierherr von Coreth zu Coredo und Rumo (* 17. Dezember 1806 in Chrudim, Böhmen; † 12. März 1881 in Innsbruck) war Stadtkommandant in Innsbruck, erbländ. österr. Major des Kaiser-Jäger-Regimentes, Besitzer des Militär-Verdienstkreuzes und der Kriegs-Medaille, Herr und Landmann in Tirol.[19] Er war mit Anna Griess (* 3. Juli 1827 in Feldkirch; † 18. Oktober 1899 in Feldkirch) vermählt.[36][37]
- Emerich Coreth Graf von Coreth zu Coredo und Starkenberg (* 10. August 1919 in Raabs an der Thaya; † 1. September 2006 in Innsbruck) war ein österreichischer katholischer Theologe und Philosoph. Emerich Coreth wurde dem Neuthomismus zugerechnet, da er wegen seines Denkens, das im 20. Jahrhundert in Auseinandersetzung mit Immanuel Kant und neueren Philosophen Metaphysik begründete. Bekannt wurde er vor allem durch seine philosophiegeschichtlichen Werke, die sich mit der Philosophie des 17. bis 20. Jahrhunderts, zumeist um objektive Darstellung bemüht, auseinandersetzen. Er wurde 1937 Jesuit und studierte Philosophie und Theologie in Pullach und Innsbruck, wo er 1948 zum Dr. theol. promovierte. An der Gregoriana wurde er 1950 zum Dr. phil. promoviert. Ab 1950 lehrte er an der Theologischen Fakultät der Universität Innsbruck, von 1955 bis zu seiner Emeritierung 1989 als Ordinarius für Christliche Philosophie. Von 1961 bis 1967 war Graf Coreth Rektor des Jesuitenkollegs in Innsbruck, von 1969 bis 1971 Rektor der Universität und von 1972 bis 1977 Provinzial der Österreichischen Ordensprovinz der Jesuiten. 1972 kam er mit dem Senioren-Convent zu Innsbruck zum Kongress der Kösener Corps in Würzburg. Für sein Wirken auch über die Universität hinaus wurden ihm verschiedene Ehrungen zuteil, z. B. der Kardinal-Innitzer-Preis (1988).